# Iuri Vladimirovici Andropov
Iuri Vladimirovici Andropov (în rusă Ю́рий Влади́мирович Андро́пов; n. 2/15 iunie 1914, Soluno-Dmitriyevskoye⁠(d), RSFS Rusă, URSS – d. 9 februarie 1984, Moscova, RSFS Rusă, URSS) a fost un politician sovietic, șef al KGB, secretar general al PCUS din 12 noiembrie 1982 până la moarte, timp de doar șaisprezece luni.